# 2012: Năm đại họa
2012: Năm đại họa (tựa tiếng Anh: 2012) là một phim thảm họa của đạo diễn Roland Emmerich, phát hành năm 2009. Tác phẩm do Harald Kloser, Mark Gordon, và Larry J. Franco sản xuất, với kịch bản do Kloser và Emmerich chắp bút. Phim có sự tham gia của John Cusack, Amanda Peet, Chiwetel Ejiofor, Oliver Platt, Thandie Newton, Danny Glover và Woody Harrelson. Được xây dựng dựa trên hiện tượng 2012, câu chuyện phim xoay quanh nhà địa chất học Adrian Helmsley (Ejiofor) và nhà văn Jackson Curtis (Cusack) khi họ phải cố gắng sống sót qua thảm họa diệt vong mà hiện tượng này dự đoán.
Phim khởi quay tại Vancouver vào tháng 8 năm 2008. Sau một chiến dịch quảng bá dài hơi, bao gồm một trang web thể hiện quan điểm của các nhân vật chính, và một trang web tiếp thị lan truyền khác cho phép khán giả đăng ký quay số để sống sót qua thảm họa sắp đến, 2012 bắt đầu khởi chiếu tại Bắc Mỹ vào ngày 13 tháng 11 năm 2009, và tại Việt Nam vào ngày 20 tháng 11. Tác phẩm trở thành bộ phim có doanh thu phòng vé cao thứ năm trong năm 2009 với hơn 769 triệu USD so với kinh phí sản xuất là 200 triệu USD. Phim nhận nhiều ý kiến trái chiều từ giới chuyên môn, với phần kỹ xảo được khen ngợi, còn phần kịch bản nhận nhiều chỉ trích từ các nhà phê bình.

## Nội dung chính
Năm 2009, nhà địa chất học Adrian Helmsley đến gặp nhà vật lý thiên văn Satnam Tsurutani ở Ấn Độ và biết tin rằng một loại neutrino kỳ lạ từ một cơn bão Mặt Trời đang làm lõi Trái Đất nóng lên. Tại Washington, D.C., Helmsley công bố thông tin này cho Chánh văn phòng Nhà Trắng Carl Anheuser, người mà sau đó mời ông gặp Tổng thống Mỹ Thomas Wilson. Năm 2010, Wilson cùng những nhà lãnh đạo thế giới khác khởi động một dự án tuyệt mật để bảo vệ sự sống loài người. Trung Quốc và nhóm G8 bắt đầu xây dựng chín con tàu khổng lồ, mỗi con tàu có sức chứa 100.000 người, tại dãy Himalaya gần Cho Ming, Tây Tạng. Nima, một sư thầy Phật giáo, được đưa đi di tản, còn anh trai Tenzin tham gia dự án xây tàu trú ẩn. Vốn xây dựng được huy động bằng cách bí mật bán vé với giá 1 tỷ euro mỗi người. Đến năm 2011, toàn bộ tác phẩm nghệ thuật quý đã được chuyển vào những con tàu này với sự hỗ trợ của Laura Wilson, một chuyên gia nghệ thuật và là con gái Tổng thống Mỹ.
Năm 2012, Jackson Curtis, một nhà văn khoa học viễn tưởng sống ở Manhattan Beach, California, là tài xế limousine của tỷ phú người Nga Yuri Karpov. Vợ cũ Kate cùng hai con Noah và Lilly sống cùng Gordon Silberman, là bạn trai hiện tại của Kate và là bác sĩ thẩm mỹ kiêm phi công nghiệp dư. Jackson đưa Noah và Lilly đi cắm trại ở Vườn quốc gia Yellowstone. Sau một cuộc gặp với Helmsley, họ gặp gỡ Charlie Frost, người dẫn một chương trình phát thanh tại đây. Charlie phát một đoạn video về thuyết của Charles Hapgood rằng hiện tượng đảo cực địa từ cùng với lịch Maya dự báo rằng hiện tượng 2012 sẽ xảy đến. Ông có một bản đồ của dự án tàu trú ẩn, cộng với thông tin về các quan chức và các nhà khoa học trên khắp thế giới bị sát hại khi có kế hoạch cảnh báo đến người dân. Gia đình Jackson sau đó trở về nhà, giữa lúc động đất bắt đầu xuất hiện tại bờ Tây, trong đó có California. Bắt đầu cảm thấy nghi ngờ, Jackson thuê một chiếc máy bay để giải cứu gia đình cùng với Gordon. Họ thoát khỏi Los Angeles trong gang tấc khi một trận động đất 10,9 độ Richter làm cả thành phố chìm xuống vùng biển Thái Bình Dương.
Giữa lúc thảm họa thiên nhiên liên tiếp xảy ra làm giết chết hàng tỷ người trên khắp thế giới, nhóm của Jackson bay đến Yellowstone để lấy lại bản đồ của Charlie và thoát khỏi đây khi hõm chảo Yellowstone phát nổ; Charlie thiệt mạng khi ở lại đưa tin về vụ phun trào. Khi biết rằng những con tàu trú ẩn đang nằm ở Trung Quốc, nhóm Jackson hạ cánh tại Las Vegas để tìm một máy bay lớn hơn, và tại đây, họ gặp Yuri cùng hai con sinh đôi Alec và Oleg, bạn gái Tamara và phi công Sasha. Họ rời đi trong chiếc Antonov 500 để đáp chuyến bay sang Trung Quốc. Cùng thời điểm đó, Anheuser, Helmsley và Laura Wilson lên chuyên cơ Air Force One để đến Trung Quốc, còn Tổng thống Wilson ở lại Washington để phát biểu lần cuối cùng trước toàn dân. Do Phó Tổng thống đã qua đời còn Chủ tịch Hạ viện mất tích, Anheuser tuyên bố quyền lãnh đạo quốc gia trên thực tế (de facto). Một cơn sóng thần sau đó xuất hiện làm chìm con tàu du lịch Genesis, giết chết người bố của Helmsley, trong khi một cơn sóng thần khác mang tàu chiến USS John F. Kennedy đổ sập xuống Nhà Trắng làm Tổng thống Wilson mất mạng.
Sau khi hạ cánh khẩn cấp xuống Trung Quốc, Sasha chết do máy bay trượt xuống núi, và những người còn lại được Không quân Quân Giải phóng Nhân dân Trung Quốc tìm thấy. Yuri và các con, do đã có vé, được đưa vào tàu trú ẩn còn gia đình Curtis cùng Tamara và Gordon bị bỏ lại; sau đó, những người này được Nima giúp đỡ đưa lên tàu cùng ông bà, và được Tenzin hỗ trợ đi lậu vé. Khi một cơn sóng thần quét qua dải Himalaya và tiến gần khu vực, một chiếc máy bắt vít bị kẹt giữa bánh răng cửa làm cửa tàu không đóng được và động cơ tàu không thể hoạt động. Trong lúc hỗn loạn Yuri, Gordon và Tamara đều mất mạng, Tenzin bị thương, và tàu bắt đầu trôi dạt. Jackson và Noah tháo được máy bắt vít này ra và con tàu được lấy lại kiểm soát trước khi nó đâm vào ngọn núi Everest.
Sau 27 ngày nước lũ rút dần, đoàn tàu di chuyển đến mũi Hảo Vọng ở Nam Phi, tại đây dãy Drakensberg đã trở thành dãy núi cao nhất trên Trái Đất do toàn bộ lãnh thổ châu Phi cùng một số khu vực của châu Âu và châu Á nổi lên mặt nước. Jackson tái ngộ với gia đình, còn Helmsley bắt đầu tình cảm với Laura.

## Phân vai
- John Cusack vai Jackson Curtis, nhà văn và là người bố hai con.[2]
- Chiwetel Ejiofor vai nhà địa chất học Adrian Helmsley, cố vấn khoa học của Tổng thống Mỹ.[3]
- Amanda Peet vai Kate Curtis, sinh viên y khoa và vợ cũ của Jackson.[4]
- Liam James vai Noah Curtis, con trai của Jackson và Kate.
- Morgan Lily vai Lilly Curtis, con gái của Jackson và Kate.
- Tom McCarthy vai Gordon Silberman, bác sĩ thẩm mỹ kiêm phi công và là bạn trai của Kate.[5]
- Danny Glover vai Thomas Wilson, Tổng thống Mỹ
- Thandie Newton vai Laura Wilson, chuyên gia nghệ thuật và con gái Tổng thống Wilson.
- Oliver Platt vai Carl Anheuser, Chánh văn phòng Nhà Trắng.
- Zlatko Burić vai Yuri Karpov, tỷ phú người Nga.
- Beatrice Rosen vai Tamara, bạn gái người Nga của Yuri.
- Alexandre và Philippe Haussmann vai Alec và Oleg Karpov, hai con sinh đôi của Yuri.
- Woody Harrelson vai Charlie Frost, nhà thuyết âm mưu khoa học cực đoan và người dẫn chương trình phát thanh.
- Chin Han vai Tenzin, công nhân ở Tây Tạng.
- Osric Chau vai Nima, sư thầy Phật giáo, là con của Tenzin.
- Lisa Lu vai bà Sonam, bà nội của Nima và Tenzin.
- Chang Tseng vai ông Sonam, ông nội của Nima và Tenzin.
- John Billingsley vai Frederic West, nhà khoa học người Mỹ.
- Ryan McDonald vai Scotty, trợ lý của Helmsley.
- Johann Urb vai Sasha, phi công người Nga, người yêu của Tamara.
- Blu Mankuma vai Harry Helmsley, bố Adrian và cộng sự âm nhạc của Tony.
- George Segal vai Tony Delgatto, một nhạc sĩ lớn tuổi và cộng sự âm nhạc của Harry.
- Patrick Bauchau vai Roland Picard, giám đốc Viện bảo tàng Louvre, bị chính phủ Mỹ sát hại trong một cuộc đánh bom xe.
- Jimi Mistry vai Satnam Tsurutani, nhà khoa học người Ấn Độ, người phát hiện các hạt neutrino làm nóng lõi Trái Đất.
- Karin Konoval vai Sally, thư ký của Tổng thống Wilson.
- Stephen McHattie vai Thuyền trưởng Michaels, thuyền trưởng của con tàu trú ẩn mà gia đình Jackson đã đi lậu vé.
- Henry O vai Lama Rinpoche
- Gerard Plunkett vai Isaacs

Vai khách mời
- Zinaid Memisevic vai Sergey Makarenko, Tổng thống Nga
- Merrilyn Gann vai Thủ tướng Đức
- Parm Soor vai Thái tử Ả Rập Xê Út
- Leonard Tenisci vai Thủ tướng Ý
- Lyndall Grant vai Thống đốc bang California
- Elizabeth Richard vai Nữ hoàng Elizabeth II.

## Sản xuất

### Quá trình thực hiện
Theo phần danh đề cuối phim thì phim được lấy cảm hứng dựa trên cuốn sách bán chạy Fingerprints of the Gods của tác giả Graham Hancock, và trong một cuộc phỏng vấn với tạp chí Time Out, Emmerich cho biết: "Tôi luôn muốn thực hiện một bộ phim về đại hồng thủy trong Kinh Thánh, nhưng tôi chưa từng nghĩ là tôi đã có 'mồi câu' đó. Đầu tiên tôi đọc về thuyết dịch chuyển lớp vỏ Trái Đất trong Fingerprints of the Gods của Graham Hancock." Ông làm việc chung cùng với nhạc sĩ kiêm nhà sản xuất Harald Kloser và đồng viết một kịch bản đặc tả mang tên 2012, vốn đã được giới thiệu đến các hãng phim lớn vào tháng 2 năm 2008. Hầu hết hãng phim được gặp Emmerich và cộng sự để nghe về kế hoạch ngân sách và cốt truyện, một quy trình mà đạo diễn cũng từng thực hiện trong sản xuất phim Independence Day (1996) và The Day After Tomorrow (2004). Cuối tháng đó, Sony Pictures Entertainment giành được quyền kịch bản đặc tả, dự định phát hành phim dưới thương hiệu Columbia Pictures. Theo Emmerich, kinh phí sản xuất 2012 ước tính khoảng 200 triệu USD.
Quá trình quay phim, ban đầu dự kiến thực hiện tại Los Angeles vào tháng 7 năm 2008, bắt đầu diễn ra tại Kamloops, Savona, Cache Creek và Ashcroft, British Columbia. Thời điểm đó, đoàn phim đã lập một kế hoạch dự phòng trong trường hợp diễn viên tham gia cuộc bãi công của Nghiệp đoàn Diễn viên Màn ảnh. Uncharted Territory, Digital Domain, Double Negative, Scanline VFX, Sony Pictures Imageworks và một số công ty khác tham gia thực hiện các cảnh quay kỹ xảo vi tính trong phim 2012.
Mặc dù phim có mô tả cảnh phá hủy hàng loạt công trình và địa điểm lịch sử, văn hóa nổi tiếng trên thế giới, Emmerich nói rằng Kaaba cũng từng được xem xét lựa chọn, nhưng Kloser phản đối với lý do lo sợ một án lệnh fatwa được đưa ra để chống lại ông.

### Quảng bá
Bộ phim được quảng bá trong một chiến dịch do một tổ chức giả tưởng có tên là "Học viện vì sự sinh tồn của loài người" (Institute for Human Continuity) thực hiện, trong đó gồm một cuốn sách giả tưởng của Jackson Curtis với tựa đề là Farewell Atlantis, cùng với nội dung phát trực tuyến, bài blog và chương trình radio từ nhà cuồng tín Charlie Frost trên trang web This Is The End.
Ngày 12 tháng 11 năm 2008, nhà sản xuất công bố đoạn teaser trailer đầu tiên của phim 2012, cho thấy một trận sóng thần quét qua dãy Himalaya đan xen bởi một thông điệp rằng thế giới sẽ kết thúc vào năm 2012, và rằng các chính phủ trên thế giới vẫn chưa sẵn sàng để chuẩn bị loài người cho sự kiện này. Đoạn trailer kết thúc nhắc nhở người xem "tìm kiếm sự thật" bằng cách nhập "2012" trong một công cụ tìm kiếm. Anna Pickard của The Guardian cho rằng chiến dịch quảng bá này của phim đã gặp "sai lầm nghiêm trọng", đồng thời liên hệ nó với "những trang web đưa ra những tuyên bố thiếu xác thực hơn nữa về 2012".
Nhà sản xuất cũng mở một trang web tiếp thị lan truyền của Học viện vì sự sinh tồn của loài người, tại đây khán giả có thể đăng ký để nhận một con số ngẫu nhiên từ quay xổ số với cơ hội trở thành một trong số ít người được giải cứu khỏi thảm họa hủy diệt toàn cầu. David Morrison từ NASA đã nhận về hơn 1.000 yêu cầu từ những người vốn nghĩ rằng trang web có tính xác thực, và lên tiếng chỉ trích trang web này. "Thậm chí đã có những trường hợp thanh thiếu niên viết cho tôi rằng họ có dự định tự sát vì họ không muốn nhìn thấy thế giới kết thúc," ông nói. "Tôi nghĩ rằng nếu bạn nói dối trên internet và hù dọa trẻ em để kiếm tiền, đó là việc làm sai về mặt đạo đức." Một trang web tiếp thị lan truyền khác quảng bá tiểu thuyết giả tưởng Farewell Atlantis của nhân vật chính trong phim, viết về các sự kiện của năm 2012.
Comcast cũng khởi động một chiến dịch để quảng bá bộ phim, trong đó một cảnh phim dài hai phút được phát sóng trên 450 kênh truyền hình thương mại, kênh truyền hình địa phương tiếng Anh và tiếng Tây Ban Nha, và 89 kênh truyền hình cáp trong khung giờ từ 22 giờ 50 đến 23 giờ (theo giờ miền Đông và Thái Bình Dương) vào ngày 1 tháng 10 năm 2009. Cảnh phim này chứa một phần phân đoạn Los Angeles bị phá hủy và kết thúc theo cách bỏ lửng; toàn bộ phân đoạn dài 5 phút 38 giây được đăng trên trang web Fancast của Comcast. Tạp chí Variety ước tính rằng chiến dịch này sẽ tiếp cận 90% hộ gia đình xem truyền hình có quảng cáo, tương đương với gần 110 triệu người; khi tính cả phát trực tuyến trên mạng và di động, con số này có thể lên đến 140 triệu người.

## Âm nhạc
Phần nhạc phim trong 2012 do Harald Kloser và Thomas Wander sáng tác. Ca sĩ Adam Lambert đóng góp một bài hát trong phim mang tựa đề "Time for Miracles", và đã thể hiện lòng biết ơn của mình trong một cuộc phỏng vấn của MTV. Album nhạc phim có tổng cộng 24 ca khúc, trong đó có "Fades Like a Photograph" do ban nhạc Filter thể hiện, và "It Ain't the End of the World" do George Segal và Blu Mankuma trình bày. Đoạn nhạc phim trong trailer là "Master of Shadows" do Two Steps from Hell sản xuất.

## Phát hành
Ban đầu, 2012 dự kiến ra rạp vào ngày 10 tháng 7 năm 2009, nhưng lịch ra rạp sau đó được dời sang tháng 11 để tránh cạnh tranh với các bộ phim lớn khác trong mùa hè. Phim chính thức khởi chiếu tại Thụy Điển, Canada, Đan Mạch, Mexico, Ấn Độ và Bắc Mỹ vào ngày 13 tháng 11 năm 2009, và tại Nhật Bản vào ngày 21 tháng 11. Tại Việt Nam, phim có buổi ra mắt vào tối ngày 19 tháng 11 tại Hà Nội, trước khi khởi chiếu vào ngày 20 tháng 11 năm 2009 với tựa đề 2012: Năm đại họa.
Phim được phát hành dưới định dạng DVD và Blu-ray tại Bắc Mỹ vào ngày 2 tháng 3 năm 2010. Phiên bản 2-Disc Blu-ray Edition có kèm theo nội dung đặc biệt, bao gồm đoạn video âm nhạc "Time for Miracles" của Adam Lambert cùng một bản sao kỹ thuật số dành cho máy PSP, PC, Mac và iPod. Ngày 20 tháng 11 năm 2012, 2012 được tái phát hành tại Trung Quốc với định dạng 3D. Ngày 19 tháng 1 năm 2021, phim được phát hành với định dạng Ultra HD Blu-ray. Theo dữ liệu của The Numbers tính đến tháng 7 năm 2021, tác phẩm bán ra ít nhất 2,7 triệu bản DVD và 1 triệu bản Blu-ray tại Mỹ, tương đương hơn 77 triệu USD doanh thu.

## Đón nhận

### Phòng vé
Trong lần phát hành năm 2009, 2012 thu về tổng cộng 769,7 triệu USD tại phòng vé toàn cầu, bao gồm 166,1 triệu USD tại Bắc Mỹ và 603,6 triệu USD tại các thị trường khác, trở thành bộ phim điện ảnh có doanh thu cao thứ năm của năm. Tính đến năm 2018, đây cũng là tác phẩm có doanh thu cao thứ hai trong sự nghiệp làm phim của Roland Emmerich, chỉ sau Independence Day (1996). Theo ước tính của TheWrap, phim mang về ít nhất 100 triệu USD lợi nhuận cho nhà sản xuất.
Phim dẫn đầu phòng vé thế giới trong ba ngày cuối tuần đầu công chiếu với 230,4 triệu USD, trong đó doanh thu mở màn tại Bắc Mỹ là 65,2 triệu USD. Tại các quốc gia khác, tác phẩm đạt doanh thu mở màn 165,2 triệu USD, cao thứ năm mọi thời đại; các thị trường đóng góp nhiều nhất bao gồm Pháp (18 triệu USD), Nga (16 triệu USD), Đức (12,4 triệu USD), Trung Quốc (12,2 triệu USD), Anh (10,6 triệu USD), Hàn Quốc (8,2 triệu USD), Ý (7,6 triệu USD, cao nhất mọi thời), và Mexico (5 triệu USD). Ngoài ra, 2012 cũng trở thành bộ phim Mỹ có doanh thu mở màn cao nhất tại thị trường Việt Nam với 70.000 vé bán ra, trong đó có 30.000 vé trong ngày đầu công chiếu. Tính theo tổng doanh thu công chiếu, các thị trường lớn nhất của phim bao gồm Trung Quốc (68,7 triệu USD), Pháp (44 triệu USD), Nhật Bản (42,6 triệu USD), Đức (37,7 triệu USD), và Nga (36,6 triệu USD). Năm 2012, trong lần tái phát hành dưới định dạng 3D tại Trung Quốc, phim thu về thêm 21,5 triệu USD, nâng tổng doanh thu phòng vé toàn cầu lên 791,2 triệu USD.

### Đánh giá chuyên môn
Giới chuyên môn có quan điểm trái chiều về chất lượng của 2012. Theo trang Rotten Tomatoes, 39% trong số 243 nhà phê bình có đánh giá tích cực về phim, với điểm trung bình là 5,02 trên 10. Phần đồng thuận của giới phê bình trên trang này cho rằng: "2012 của Roland Emmerich cung cấp nhiều hình ảnh hồi hộp, nhưng thiếu đi một kịch bản đủ sức nặng để bù lại phạm vi dàn trải và dung lượng thổi phồng của nó". Trên Metacritic, phim có điểm trung bình là 49 trên 100 dựa trên 34 bài đánh giá. Khán giả do CinemaScore khảo sát cho điểm trung bình là "B+" trên thang từ A+ đến F.
Peter Travers của Rolling Stone chỉ trích tác phẩm khi so sánh nó với Transformers: Bại binh phục hận: "Hãy coi chừng 2012, một bộ phim đạt phép lạ đáng ngờ với việc gần như trùng khít với Transformers 2 về sự ngu ngốc tuyệt đối, đầy hoài nghi, làm tê liệt đầu óc, tốn thời gian, tốn tiền và hút hồn." Ngược lại, Roger Ebert dành lời khen ngợi cho 2012 với 3+1⁄2 trên 4 sao, nhận xét thêm rằng phim "truyền tải những gì nó đã hứa hẹn và do sẽ không có chúng sinh nào mua vé kỳ vọng bất cứ điều gì khác, đây sẽ là một trong những bộ phim vừa ý nhất của năm đối với khán giả". Ebert và Claudia Puig của USA Today gọi phim là "người mẹ của tất cả bộ phim thảm họa".

### Giải thưởng

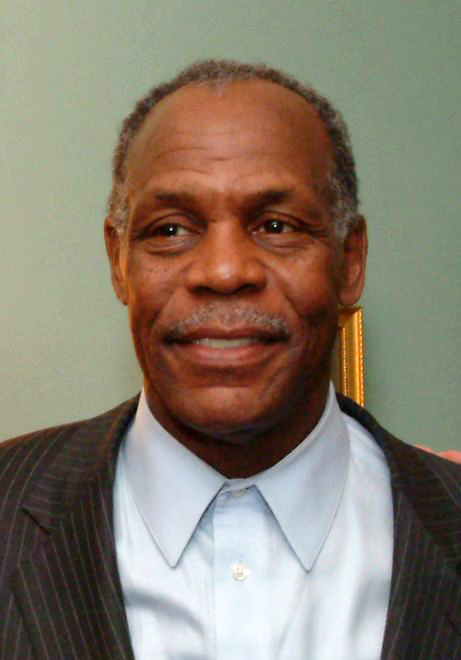
Danny Glover nhận một đề cử giải NAACP Image Award dành cho vai diễn Tổng thống Thomas Wilson.

| Giải thưởng                           | Hạng mục                                                       | Đề cử                                                                                         | Kết quả   |
| ------------------------------------- | -------------------------------------------------------------- | --------------------------------------------------------------------------------------------- | --------- |
| Giải Hiệp hội Phê bình Phim Phát sóng | Hiệu ứng hình ảnh xuất sắc nhất                                | Volker Engel, Marc Weigert, Mike Vézina                                                       | Đề cử     |
| NAACP Image Awards                    | Nam diễn viên phụ điện ảnh xuất sắc nhất                       | Chiwetel Ejiofor                                                                              | Đề cử     |
| NAACP Image Awards                    | Nam diễn viên phụ điện ảnh xuất sắc nhất                       | Danny Glover                                                                                  | Đề cử     |
| Motion Picture Sound Editors          | Biên tập âm thanh xuất sắc nhất – Nhạc phim điện ảnh           | Fernand Bos, Ronald J. Webb                                                                   | Đề cử     |
| Motion Picture Sound Editors          | Biên tập âm thanh xuất sắc nhất – Hiệu ứng âm thanh điện ảnh   | Fernand Bos, Ronald J. Webb                                                                   | Đề cử     |
| Giải Satellite                        | Âm thanh xuất sắc nhất                                         | Paul N.J. Ottosson, Michael McGee, Rick Kline, Jeffrey J. Haboush, Michael Keller             | Đoạt giải |
| Giải Satellite                        | Kỹ xảo xuất sắc nhất                                           | Volker Engel, Marc Weigert, Mike Vézina                                                       | Đoạt giải |
| Giải Satellite                        | Đạo diễn nghệ thuật và thiết kế sản xuất xuất sắc nhất         | Barry Chusid, Elizabeth Wilcox                                                                | Đề cử     |
| Giải Satellite                        | Biên tập phim xuất sắc nhất                                    | David Brenner, Peter S. Elliot                                                                | Đề cử     |
| Giải Sao Thổ                          | Phim hành động, phiêu lưu hoặc hồi hộp hay nhất                | 2012                                                                                          | Đề cử     |
| Giải Sao Thổ                          | Hiệu ứng hình ảnh xuất sắc nhất                                | Volker Engel, Marc Weigert, Mike Vézina                                                       | Đề cử     |
| Giải Hiệp hội Hiệu ứng Hình ảnh       | Hiệu ứng hình ảnh chính xuất sắc nhất trong phim điện ảnh      | Volker Engel, Marc Weigert, Josh Jaggars                                                      | Đề cử     |
| Giải Hiệp hội Hiệu ứng Hình ảnh       | Cảnh hiệu ứng hình ảnh xuất sắc nhất năm                       | Volker Engel, Marc Weigert, Josh R. Jaggars, Mohen Leo cho "Escape from L.A."                 | Đề cử     |
| Giải Hiệp hội Hiệu ứng Hình ảnh       | Hiệu ứng khung cảnh tạo dựng xuất sắc nhất trong phim điện ảnh | Haarm-Pieter Duiker, Marten Larsson, Ryo Sakaguchi, Hanzhi Tang cho "Los Angeles Destruction" | Đề cử     |

### Lệnh cấm ở Triều Tiên
Triều Tiên được cho là đã cấm sở hữu hoặc xem bộ phim này. Năm 2012 là năm kỷ niệm lần thứ 100 ngày sinh của Kim Nhật Thành, nhà lãnh đạo đầu tiên của nước này, và được xem là năm "mở cánh cổng lớn trở thành một siêu cường mới nổi". Do đó, những bộ phim mô tả năm này theo hướng tiêu cực đều bị chính quyền Triều Tiên coi là một sự xúc phạm. Một số người ở nước này được cho là đã bị bắt giữ do sở hữu hoặc xem các bản phim 2012 lậu và bị kết tội "khiêu khích nghiêm trọng chống lại sự phát triển của nhà nước".

## Spin-off
Ngày 2 tháng 3 năm 2010, tờ Entertainment Weekly đưa tin đài ABC đã có kế hoạch thực hiện series phim truyền hình spin-off có tên 2013, là phần hậu truyện của bộ phim. Nhà sản xuất Mark Gordon trả lời tạp chí rằng "ABC sẽ có sự khởi đầu trong chuỗi chương trình liên quan đến thảm họa sau khi Lost kết thúc, để mọi người có thể quan tâm đến chủ đề này hàng tuần. Vẫn có niềm hy vọng cho thế giới bất chấp mức độ của thảm họa 2012 như đã thấy trong phim. Sau bộ phim, có một số người sống sót và câu hỏi đặt ra là những người sống sót sẽ xây dựng một thế giới mới như thế nào, và nó sẽ trông giống ra sao. Đây có thể sẽ là một series truyền hình thú vị." Tuy nhiên, kế hoạch sản xuất sau đó bị hủy do vấn đề kinh phí.